# Andy LaPlegua
Andy LaPlegua, egentligen Ole Anders Olsen, född 15 september 1975 i Fredrikstad i Norge, är grundare av och sångare i musikgrupperna Icon of Coil, Combichrist och Panzer AG.

## Diskografi
EP
- One Nation Under Beat (som Icon of Coil) Tatra Records 2000
- Shallow Nation (Icon of Coil) Tatra Records 2000
- Seren (Icon of Coil) Tatra Records 2001
- Access and Amplify Tatra Records 2002
- Kiss the Blade (som Combichrist) Metropolis Records 2003
- Android (Icon of Coil) outofline 2003
- Sex, Drogen und Industrial (som Combichrist) Metropolis Records 2004
- Blut Royale, 12" vinyl. (Combichrist) Bractune Records 2004
- Split (som DJ Scandy) Great Stuff Recordings 2004
- "Rock Me" / "Split" / "So Do Eye" (som Scandy) Maelstrom Records 2005
- So Do Eye (som Scandy) Craft Music 2005
- Get Your Body Beat (som Combichrist) Metropolis Records 2006

LP
- Serenity Is the Devil (som Icon of Coil) Tatra Records / Out of Line Music / Metropolis Records 2000
- The Soul Is In The Software (som Icon of Coil) Tatra Records / Out of Line Music/ Metropolis Records 2002
- The Joy of Gunz (som Combichrist) Out of Line Music 2003
- This Is My Battlefield (som Panzer AG) Ascession Records / Metropolis Records 2004
- Machines Are Us (som Icon of Coil) Out of Line / Metropolis Records 2004
- UploadedAndRemixed (som Icon of Coil) Out of line / Metropolis Records 2004
- Everybody Hates You (som Combichrist) Out of line / Metropolis Records 2005
- Your World Is Burning (som Panzer AG) Ascession Records / Metropolis Records 2006
- 13 Ways To Masturbate (som Scandy) Masterhit Recordings 2006
- What The Fuck Is Wrong With You People? (som Combichrist) Out of Line / Metropolis records 2007
- Today We Are All Demons (som Combichrist) Out of Line / Metropolis Records 2009
- Noise Collection Vol. 1 (som Combichrist) Metropolis Records 2010
- Making Monsters (som Combichrist) Out of Line / Metropolis Records 2010
- No Redemption (Official DmC Devil May Cry Soundtrack) (som Combichrist) 2013
- We Love You (som Combichrist) 2014